# Tàlitsa (Komi)
|  | Per a altres significats, vegeu «Tàlitsa». |

Tàlitsa (en rus: Талица) és un poble de la República de Komi, a Rússia, segons el cens del 2010 tenia 91 habitants.